# Ilha Grande
Ilha Grande este un oraș în Piauí (PI), Brazilia.
Ilha Grande este o destinatie populara de weekend din Rio de Janeiro. Este situata la doar o ora de marele oras, insa plajele cu nisip alb perfect, apa ca de cristal si minunatele paduri, fac din Ilha Grande o veritabila destinatie tropicala. 